# クリスティン・ミリオティ
クリスティン・ミリオティ（Cristin Milioti、1985年8月16日 - ）は、アメリカ合衆国の女優、歌手。ニュージャージー州出身。

## 経歴
2012年、舞台『ONCE ダブリンの街角で』でトニー賞 ミュージカル主演女優賞にノミネートされる。2013年、マーティン・スコセッシ監督の映画『ウルフ・オブ・ウォールストリート』に出演する。

## フィルモグラフィー

### 映画
- マジック・マネー The Brass Teapot （2012年）
- ウルフ・オブ・ウォールストリート The Wolf of Wall Street （2013年）
- パーム・スプリングス Palm Springs （2020年）

### テレビ
- ザ・ソプラノズ 哀愁のマフィア The Sopranos （2006年 - 2007年）
- グッド・ワイフ The Good Wife （2010年）
- ナース・ジャッキー Nurse Jackie （2011年）
- 30 ROCK/サーティー・ロック 30 Rock （2011年）
- ママと恋に落ちるまで How I Met Your Mother （2013年 - 2014年）
- ファミリー・ガイ Family Guy （2015年）
- FARGO/ファーゴ Fargo （2015年）
- ブラック・ミラー Black Mirror S4E1 （2017年）
- モダン・ラブ 〜今日もNYの街角で〜 Modern Love （2019年）
- ザ・ペンギン The Penguin （2024年）- ソフィア・ファルコーネ / ハングマン役